# Колонизация на Плутон
Колонизацията на Плутон представлява част от научнофантастичен сюжет, при който хора могат да бъдат заселени на планетата и да създадат постоянни или временни жилищни обекти. Мнозина считат, че колонизацията на Плутон представлява неизбежна стъпка в бъдещето, когато ресурсите на Земята ще бъдат силно ограничени. Все пак заради условията на повърхността на Плутон сега очакванията са насочени по-скоро към Луната и Марс.

## Прилики със Земята
- Плутон е единствената земеподобна планета (освен Земята), която има голяма луна.
- Дължината на денонощието на Плутон от 6 дни е втора по близост до земната след марсианската.

## Разлики със Земята
Плутон има много разлики със Земята, които ще затруднят неговата колонизация.
- Диаметърът на Плутон е 6 пъти по-малък от земния.
- Плутон накланя оста си на 120 градуса, заради което полюсите могат почти да си разменят местата.
- Средната температура на Плутон е -229 градуса по Целзий.
- Плутон няма атмосфера.
- Годината на Плутон е 248 земни години.
- Плутон има силно елипсовидна орбита.
- Светлината на Плутон през деня е като тази на Земята през нощта по време на пълнолуние.
- Плутон няма магнитно поле и не спира слънчевия вятър както прави Земята.